# Voie du méthylérythritol phosphate
La voie du méthylérythritol phosphate, également appelée voie du MEP/DOXP pour 2-C-méthylérythritol-4-phosphate (MEP) / 1-désoxy-D-xylulose-5-phosphate (DOXP) ou encore « voie non mévalonique » par anglicisme (de l'anglais non-mevalonate pathway), est une voie métabolique de biosynthèse de l'isopentényl-pyrophosphate (IPP) et du diméthylallyl-pyrophosphate (DMAPP) alternative à la voie du mévalonate chez les plantes, certains protozoaires et la plupart des bactéries ; l'IPP et le DMAPP sont des métabolites qui conduisent notamment à la synthèse des terpénoïdes.

## Voies du mévalonate et du méthylérythritol phosphate
La voie du mévalonate, également appelée voie de l'HMG-CoA réductase, est une voie métabolique essentielle présente chez tous les eucaryotes supérieurs et la plupart des bactéries. Elle génère l'IPP et le DMAPP qui sont d'importants métabolites pour la biosynthèse d'intermédiaires utilisés dans des processus aussi divers que la prénylation de protéines, la maintenance des membranes cellulaires, la production d'hormones, la formation de lipoprotéines liées par covalence à la membrane plasmique, ou encore la N-glycosylation.
La voie du méthylérythritol phosphate est une alternative à la voie du mévalonate qui se déroule dans les plastes des plantes et des protozoaires de type sporozoaire tels que le Plasmodium responsable du paludisme. Par ailleurs, la plupart des bactéries, y compris d'importants pathogènes tels que Mycobacterium tuberculosis, produisent leur IPP et leur DMAPP par la voie du méthylérythritol phosphate.

Réactions de la voie du méthylérythritol phosphate.

## Réactions biochimiques
Les réactions de la voie du méthylérythritol phosphate peuvent être résumées de la façon suivante :
| Substrats                              | Enzyme                                                                              | Produits                                                               |
| Pyruvate et glycéraldéhyde-3-phosphate | 1-désoxy-D-xylulose-5-phosphate synthase (EC 2.2.1.7, Dxs)                          | 1-désoxy-D-xylulose-5-phosphate (DOXP)                                 |
| DOXP                                   | 1-désoxy-D-xylulose-5-phosphate réductoisomérase (EC 1.1.1.267, Dxr, IspC)          | 2-C-méthylérythritol-4-phosphate (MEP)                                 |
| MEP                                    | 2-C-méthyl-D-érythritol-4-phosphate cytidyltransférase (EC 2.7.7.60, YgbP, IspD)    | 4-diphosphocytidyl-2-C-méthylérythritol (CDP-ME)                       |
| CDP-ME                                 | 4-(cytidine-5'-diphospho)-2-C-méthyl-D-érythritol kinase (EC 2.7.1.148, YchB, IspE) | 4-diphosphocytidyl-2-C-méthyl-D-érythritol-2-phosphate (CDP-MEP)       |
| CDP-MEP                                | 2-C-méthyl-D-érythritol-2,4-cyclodiphosphate synthase (EC 4.6.1.12, YgbB, IspF)     | 2-C-méthyl-D-érythritol-2,4-cyclopyrophosphate (MEcPP)                 |
| MEcPP                                  | (E)-4-hydroxy-3-méthylbut-2-ényle diphosphate synthase (EC 1.17.7.1, GcpE, IspG)    | (E)-4-hydroxy-3-méthyl-but-2-ényl-pyrophosphate (HMB-PP)               |
| HMB-PP                                 | 4-hydroxy-3-méthylbut-2-ényle diphosphate réductase (EC 1.17.1.2, LytB, IspH)       | Isopentényl-pyrophosphate (IPP) et diméthylallyl-pyrophosphate (DMAPP) |